# La Chapelle-Rousselin
Pour les articles homonymes, voir La Chapelle.
La Chapelle-Rousselin est une ancienne commune française située dans le département de Maine-et-Loire, en région Pays de la Loire.
Le 15 décembre 2015, elle est devenue une commune déléguée au sein de la commune nouvelle de Chemillé-en-Anjou.

## Géographie
Localité angevine des Mauges, La Chapelle-Rousselin se situe à l'ouest de Chemillé, sur les routes D 756, Jallais - Chemillé, et D 349, Saint-Lézin - Saint-Georges-des-Gardes. L'autoroute A87 (Angers Cholet) traverse le sud de son territoire.

## Toponymie et héraldique

### Histoire du blason
En 1987, le Conseil municipal a pris l’initiative de créer un blason pour la commune, qui n’en possédait pas jusqu’alors.
Dans un premier temps, il fut décidé d’y faire figurer deux symboles forts : la croix de Saint-Jacques, en référence au saint patron de la paroisse, ainsi qu’une gerbe de blé, illustrant le caractère rural de la commune.
Grâce à l’aide précieuse de M. Lambert, des Archives départementales de Maine-et-Loire, les armoiries de la famille de Vaugirault ont été retrouvées, ainsi que la description de celles de la famille Dutour, deux lignages ayant résidé au château de la Haie.
Le choix final s’est porté sur l’aigle bicéphale des Vaugirault, symbole fort et distinctif.
Le blason, divisé en trois parties, se présente ainsi :
- En chef à senestre, sur fond rouge (gueules en héraldique), figure une croix de Saint-Jacques d’or, chargée d’une coquille d’argent.
- En chef à dextre, sur fond d’argent, apparaît un aigle à deux têtes de sable (noir).
- En pointe, sur un fond vert (sinople), se trouve une gerbe de blé d’or, représentant l’attachement à la terre et à l’agriculture.

### Héraldique
|  | Les armes de la commune se blasonnent ainsi : Mi-parti coupé, au premier de gueules, à la croix de Saint-Jacques d'or chargée d'une coquille d'argent ; au deuxième d'argent, à un aigle à deux têtes éployés de sables, becqué, éclairé et onglé de gueules ; au troisième de sinople, à la gerbe de blé d'or liée de même. |

## Histoire
Pendant la Première Guerre mondiale, 34 habitants perdent la vie. Lors de la Seconde Guerre mondiale, aucun habitant n'est tué.
En 2014, un projet de fusion de l'ensemble des communes de l'intercommunalité se dessine. Le 2 juillet 2015, les conseils municipaux de l'ensemble des communes du territoire communautaire votent la création d'une commune nouvelle au 15 décembre 2015,.

## Politique et administration

### Administration municipale

#### Administration actuelle
Depuis le 15 décembre 2015, La Chapelle-Rousselin constitue une commune déléguée au sein de la commune nouvelle de Chemillé-en-Anjou et dispose d'un maire délégué.
| Période                                  | Période | Identité              | Étiquette | Qualité |
| ---------------------------------------- | ------- | --------------------- | --------- | ------- |
| 15 décembre 2015                         |         | Patrice Grenouilleau, |           |         |
| Les données manquantes sont à compléter. |         |                       |           |         |

#### Administration ancienne
| Période                                  | Période          | Identité             | Étiquette | Qualité             |
| ---------------------------------------- | ---------------- | -------------------- | --------- | ------------------- |
| Les données manquantes sont à compléter. |                  |                      |           |                     |
| 1800                                     |                  | Joseph Raimbault     |           |                     |
| 1805                                     |                  | François Davy        |           |                     |
| 1808                                     |                  | Lebrun Pierre        |           |                     |
| 1829                                     |                  | René-Pierre Barbot   |           |                     |
| 1830                                     |                  | Raimbault            |           |                     |
| 1843                                     |                  | Pierre Lepain        |           |                     |
| 1848                                     |                  | René Barbot          |           |                     |
| 1865                                     |                  | René Martin          |           |                     |
| 1871                                     |                  | Jean Lebrun          |           |                     |
| 1884                                     |                  | Jean Rochard         |           |                     |
| 1897                                     | 1912             | Louis Rouleau        |           |                     |
| 1912                                     | 1925             | Charles Maillet      |           |                     |
| 1925                                     | 1945             | Jean Rochard         |           |                     |
| 1945                                     | 1947             | Pierre Pineau        |           |                     |
| 1947                                     | 1960             | Pierre Pineau (fils) |           |                     |
| 1960                                     | 1977             | Gaston Pineau        |           |                     |
| 1977                                     | 1983             | Louis Beaumard       |           |                     |
| 1983                                     | 2001             | Paul Bazantay        |           | Exploitant agricole |
| mars 2001                                | mars 2014        | Christophe Piton     |           | Exploitant agricole |
| mars 2014                                | 14 décembre 2015 | Patrice Grenouilleau |           |                     |

### Ancienne situation administrative
La commune était membre de la communauté de communes de la région de Chemillé, elle-même membre du syndicat mixte Pays des Mauges. La communauté de communes cesse d'exister le 15 décembre 2015 et ses compétences sont transférées à la commune nouvelle de Chemillé-en-Anjou.

## Population et société

### Démographie

#### Évolution démographique
L'évolution du nombre d'habitants est connue à travers les recensements de la population effectués dans la commune depuis 1793. À partir du 1er janvier 2009, les populations légales des communes sont publiées annuellement dans le cadre d'un recensement qui repose désormais sur une collecte d'information annuelle, concernant successivement tous les territoires communaux au cours d'une période de cinq ans. 
Pour les communes de moins de 10 000 habitants, une enquête de recensement portant sur toute la population est réalisée tous les cinq ans, les populations légales des années intermédiaires étant quant à elles estimées par interpolation ou extrapolation. Pour la commune, le premier recensement exhaustif entrant dans le cadre du nouveau dispositif a été réalisé en 2006,.
En 2013, la commune comptait 778 habitants, en évolution de +9,12 % par rapport à 2008 (Maine-et-Loire : +3,3 %, France hors Mayotte : +2,49 %).
| 1793 | 1800 | 1831 | 1836 | 1841 | 1846 | 1851 | 1856 | 1861 |
| ---- | ---- | ---- | ---- | ---- | ---- | ---- | ---- | ---- |
| 520  | 630  | 619  | 650  | 646  | 763  | 810  | 840  | 818  |

| 1866 | 1872 | 1876 | 1881 | 1886 | 1891 | 1896 | 1901 | 1906 |
| ---- | ---- | ---- | ---- | ---- | ---- | ---- | ---- | ---- |
| 825  | 822  | 792  | 780  | 762  | 712  | 673  | 633  | 638  |

| 1911 | 1921 | 1926 | 1931 | 1936 | 1946 | 1954 | 1962 | 1968 |
| ---- | ---- | ---- | ---- | ---- | ---- | ---- | ---- | ---- |
| 603  | 548  | 566  | 570  | 551  | 535  | 558  | 558  | 570  |

| 1975 | 1982 | 1990 | 1999 | 2006 | 2011 | 2013 | - | - |
| ---- | ---- | ---- | ---- | ---- | ---- | ---- | - | - |
| 578  | 569  | 578  | 596  | 680  | 737  | 778  | - | - |

#### Pyramide des âges
La population de la commune est relativement jeune. Le taux de personnes d'un âge supérieur à 60 ans (18,4 %) est en effet inférieur au taux national (21,8 %) et au taux départemental (21,4 %).
Contrairement aux répartitions nationale et départementale, la population masculine de la commune est supérieure à la population féminine (51 % contre 48,7 % au niveau national et 48,9 % au niveau départemental).
La répartition de la population de la commune par tranches d'âge est, en 2008, la suivante :
- 51 % d’hommes (0 à 14 ans = 22,2 %, 15 à 29 ans = 19,9 %, 30 à 44 ans = 22,8 %, 45 à 59 ans = 18,7 %, plus de 60 ans = 16,5 %) ;
- 49 % de femmes (0 à 14 ans = 20,7 %, 15 à 29 ans = 20,1 %, 30 à 44 ans = 21,9 %, 45 à 59 ans = 16,8 %, plus de 60 ans = 20,4 %).

| Hommes | Classe d’âge | Femmes |
| ------ | ------------ | ------ |
| 0,9    | 90 ans ou +  | 1,2    |
| 5,2    | 75 à 89 ans  | 6,3    |
| 10,4   | 60 à 74 ans  | 12,9   |
| 18,7   | 45 à 59 ans  | 16,8   |
| 22,8   | 30 à 44 ans  | 21,9   |
| 19,9   | 15 à 29 ans  | 20,1   |
| 22,2   | 0 à 14 ans   | 20,7   |

| Hommes | Classe d’âge | Femmes |
| ------ | ------------ | ------ |
| 0,4    | 90 ans ou +  | 1,1    |
| 6,3    | 75 à 89 ans  | 9,5    |
| 12,1   | 60 à 74 ans  | 13,1   |
| 20,0   | 45 à 59 ans  | 19,4   |
| 20,3   | 30 à 44 ans  | 19,3   |
| 20,2   | 15 à 29 ans  | 18,9   |
| 20,7   | 0 à 14 ans   | 18,7   |

## Économie
Sur 62 établissements présents sur la commune à fin 2010, 48 % relevaient du secteur de l'agriculture (pour une moyenne de 17 % sur le département), 8 % du secteur de l'industrie, 16 % du secteur de la construction, 21 % de celui du commerce et des services et 7 % du secteur de l'administration et de la santé.

## Culture locale et patrimoine

### Lieux et monuments
- L'église : dédiée à saint Jacques, l'église était précédemment de nef unique. Les bas-côtés datent de 1844 et de 1863. Une arcade ogivale s'ouvre sur le chœur, occupé par un vaste retable de la fin du XVIIe siècle, orné de trois statues en terre cuite, chaire en bois sculpté. C'est un édifice attachant, surtout si l'on songe que c'est une des rares églises antérieures à la Révolution que nous conservons dans le canton.
- La petite chapelle : (route de Trémentines) la chapelle du Barreau, bénite en 1865 et dédiée à la Vierge. Construite en expiation de la profanation d'un calvaire et d'une statue de la Vierge en 1855.
- Fresque d'Abel Pineau, 1958[16].